# Балдинюк Віра Дмитрівна
Віра Дмитрівна Балдинюк (28 грудня 1977, Умань) — українська письменниця, літературознавець, критик та арткритик. Головна редакторка журналу Korydor.

## Біографія
Народилася в Умані. Закінчила Уманський державний педагогічний університет імені Павла Тичини, філологічний факультет. 2004 року в Інституті літератури ім. Т. Г. Шевченка захистила кандидатську дисертацію «Наративні моделі сучасної української історичної прози (за творчістю Павла Загребельного і Валерія Шевчука)» під керівництвом Тамари Гундорової. Працює науковим співробітником в Інституті літератури. 2009 року проходила навчання і стажування в Центрально-Європейському університеті.
Дописувала до численних часописів, зокрема «Коментарі інтернет-видання», «Новинар», «Playboy», «Дзеркало тижня», «Книжник-review», «Слово і Час», «Лівий берег», «Шо».

## Нагороди
- 1999 — лауреат літературного конкурсу видавництва «Смолоскип»

## Твори
- збірка віршів «Крамничка вживаних речей»
- одна з авторок збірки «8. Жіноча мережева проза»